# اپانولل
اپانولل (به انگلیسی: Epanolol) با فرمول شیمیایی C۲۰H۲۳N۳O۴ یک بتابلوکر با شناسه پاب‌کم ۷۲۰۱۴ است؛ که جرم مولی آن ۳۶۹٫۴۱۴۳۲ g/mol می‌باشد. اپانولل به‌طور اختصاصی بر روی گیرنده‌های بتا-۱ عمل می‌کند.